# Yidl mitn fidl
Yidl mitn fidl è un film del 1936 diretto da Joseph Green e Jan Nowina-Przybylski.

## Trama
La giovane Itke, violinista, e suo padre Arie, contrabbassista, sono due musicisti Klezmer: una volta sfrattati dalla loro modesta dimora di Kazimierz Dolny, non trovano altro modo di sbarcare il lunario che quello di diventare artisti girovaghi e di percorrere, in tale veste, in lungo e in largo le contrade della Polonia. Arie però, per evitare che l'avvenente figlia, nel corso dell'avventura, possa venir molestata da uomini irresponsabili (e ce ne sono), la fa travestire da ragazzo, in abiti maschili dunque, e le fa assumere il nome di Yidl, tratto dalla nota canzone popolare yiddish Yidl mitn fidl ("Yidl col suo violino").
Nel corso del loro itinerare incontrano un altro duo di musicisti ambulanti, costituito da Froym, pure violinista, e da suo padre Isaac, clarinettista. I quattro uniscono le loro forze, e si esibiscono assieme. Nello stesso tempo "Yidl" si innamora di Froim, ma non è facile manifestargli tale sentimento finché sarà costretta a vivere en travesti.
Ad un certo punto i quattro vengono scritturati per suonare al matrimonio della giovane Tejbele con Zalman Gold, decisamente più anziano della sposa, e decisamente milionario. Tejbele, innamorata del suo coetaneo Yosl, aveva acconsentito tuttavia al matrimonio col facoltoso Gold, il che le avrebbe permesso di risollevare le cattive condizioni finanziarie della propria famiglia d'origine. Ma al momento della celebrazione i dubbi la assalgono, e dopo il rito sotto il tradizionale baldacchino ebraico, non solo i musicisti sono improvvisamente scomparsi, ma della sposa, pure, non si trova traccia.
Tejbele, infatti, è fuggita coi musicisti, e si unirà a loro, come cantante. Giunti a Varsavia - dove Isaac si ricongiunge alla sua antica fiamma, la vedova Flaumbaum, albergatrice, e in tal modo intende abbandonare la sua vita nomadica -, l'impresario teatrale R. Singer ingaggia come solistaTejbele e Isaac (in orchestra) per un contratto in un teatro della capitale polacca. "Yidl" e Arie, quindi, sono di nuovo soli sulla strada. Ma Taibele, in occasione della prima, si sente inadeguata per il ruolo di star e – tanto più che è stato ritrovato Yosl – si allontana con lui, abbandonando il camerino. Camerino vuoto nel quale entra "Yidl", alla ricerca di Tajbele: questa volta la ragazza non si trattiene, ed indossa lo sgargiante costume teatrale, vistosamente femminile, destinato a Tajbele. Per una serie di circostanze, Itke ("Yidl"), finisce addirittura sul palcoscenico: si apre il sipario, e lei improvvisa i versi dell'aria Yidl mitn fidl, suonata dall'orchestra, ed in essi racconta la propria storia. Grande successo. Froim, dalla buca, la vede, e si capacita, e ricambia l'amore.
Un altro impresario scrittura Itke per un tour negli Stati Uniti. A seguito di un'incomprensione Froym si rende irrintracciabile, nel desiderio di non ostacolare la carriera di Itke. Ma nel transatlantico diretto in America, oltre a Itke e suo padre, si ritrovano anche – casualmente - Tejbele (che ha ottenuto il divorzio da Gold) con Yosl, e lo stesso Froim, che siunisce infine a Itke.

## Produzione
Il film fu prodotto dalla Green-Film. Venne girato in Polonia, a Varsavia e a Kazimierz Dolny.

## Distribuzione
Distribuito dalla Joseph Green Pictures, il film uscì nelle sale cinematografiche USA – dov'è conosciuto anche con i titoli Yiddle with His Fiddle e Castle in the Sky – il 1º gennaio 1937, dopo una prima tenuta a Varsavia il 30 settembre 1936. In Francia, dove venne presentato il 5 gennaio 1938, gli venne dato il sottotitolo Les Musiciens vagabonds.